# Оплата QR-кодом
Оплата QR-кодом — спосіб безконтактної оплати, де оплата здійснюється шляхом сканування QR-коду з мобільного застосунку. Це є альтернативою електронному переказу коштів у пункті продажу за допомогою платіжного терміналу. Це дозволяє уникнути більшості інфраструктури, яка традиційно асоціюється електронними платежами, як-от платіжних карток, мереж, терміналів і торгових рахунків.
Для використання оплати QR-кодом покупці сканують QR-код, який показує продавець, своїми телефонами для оплати товарів. Вони вводять суму, яку мають сплатити, та, нарешті, відправляють. Це безпечніший спосіб без наявності картки за інші.

## Історія
Перший мобільний застосунок гаманця для криптовалюти Bitcoin пропонував надсилання й отримання платежів QR-кодами 2012 року.
2014 року китайська технологічна компанія Tencent ввела нову можливість до свого застосунку обміну повідомленнями WeChat, аби дозволити його користувачам робити оплати. Її було представлено через онлайн-гаманець у застосунку та платіжну систему QR Code.
22 квітня 2019 року ПриватБанк запустив оплату QR-кодом у своїх POS-терміналах. QR-код з'являється на екрані терміналу після введення касиром суми оплати. Для здійснення оплати покупцеві необхідно відсканувати QR-код за допомогою мобільного застосунку Приват24, обрати картку та підтвердити оплату. Даний спосіб оплати не вимагає підтримки телефоном технології NFC.

## Транспортування
Лінія 1 метрополітену Мумбаї в Індії дозволяє користувачам придбавати квиток на своїх телефонах за допомогою платежів QR-кодом. Замість зчитування картки RFID або одноразового токену в застосунку Paytm генерується QR-код, який потім читає сканер, встановлений у турнікеті.

## Відомі постачальники послуги
- Alipay
- BharatQR[en]
- Easypaisa[en]
- JazzCash[en]
- Masterpass[9]
- mVisa
- WeChat Pay

Також існують стандарти, що визначають уміст платіжних QR-кодів, як EPC QR-код в Європі.